# 貝爾性質
若一個拓樸空間{\displaystyle X}的子集合{\displaystyle A}有貝爾性質，或是一個幾乎開集，就表示這集合與開集之間的差為一個貧乏集；換句話說，若存在一個開集合{\displaystyle U\subseteq X}使得{\displaystyle A\bigtriangleup U}為貧乏集（此處的{\displaystyle \bigtriangleup }為對稱差），那麼就說{\displaystyle A}有貝爾性質。

## 定義
若一個拓樸空間{\displaystyle X}的子集合{\displaystyle A}是一個有貝爾性質的幾乎開集，那就表示存在一個{\displaystyle U\subseteq X}使得{\displaystyle A\bigtriangleup U}為貧乏集，此處的{\displaystyle \bigtriangleup }為對稱差；此外若{\displaystyle A}有限制意義下的貝爾性質的話，就表示說對於任意{\displaystyle X}的子集合{\displaystyle E}而言，{\displaystyle A}跟{\displaystyle E}的交集{\displaystyle A\cap E}相對於{\displaystyle E}有貝爾性質。

## 性質
有貝爾性質的集合構成集族為一個σ-代数，也就是說，幾乎開集的補集也是幾乎開集，且任何可數多個幾乎開集的聯集或交集也是幾乎開集；此外，由於空集合本身是貧乏集，因此所有的開集都是幾乎開集之故，因此所有的博雷爾集都是幾乎開集。
若一個波蘭空間的子集合有貝爾性質，那麼與其對應的巴拿赫－馬祖爾遊戲是決定的。此命題的逆命題一般不成立，然而若一個適當點類{\displaystyle \Gamma }中的所有遊戲都是決定的，那{\displaystyle \Gamma }中的每個集合都有貝爾性質，也就是說根據由足夠大的基數推導而出的射影決定性，波蘭空間中所有的射影集都有貝爾性質。
利用選擇公理，可知一些實數的子集不具貝爾性質，一個沒有貝爾性質的實數子集的具體的例子是維塔利集合。實際上選擇公理就已足以證明這點：根據布尔素理想定理，自然數集合上存在有一個非主理想超濾子，而每一個有如此性質的超濾子，都可在以二進制表示實數的狀況下，用以導出一個沒有貝爾性質的實數集。

## 外部連結
- Springer Encyclopaedia of Mathematics article on Baire property （页面存档备份，存于）